# Matheus Carvalho
Matheus Thiago de Carvalho (ur. 11 marca 1992 w Niterói) – brazylijski piłkarz występujący na pozycji napastnika we francuskim klubie AS Monaco, do którego jest wypożyczony z Fluminense FC.

## Kariera klubowa
Matheus Carvalho piłkarską karierę rozpoczął w Fluminense FC w 2010, kiedy to znalazł się w kadrze na mecz z Grêmio Porto Alegre. Mecz rozegrany 29 października 2010 przesiedział na ławce rezerwowych. Taki minimalny był jego udział w mistrzostwie Brazylii w 2010.  
W barwach zespołu z Fluminense zadebiutował 29 maja 2011 w wygranym 1-0 meczu Santa Catarina z Atlético Goianiense zastępując w 82 min. Deco. Swój pierwszy sezon we Flu rozegrał w lidze brazylijskiej 8 meczów, w których zdobył bramkę (17 lipca w przegranym 1-3 meczu z Coritibą). Rok 2012 rozpoczął od wygrania z Fluminense po siedmioletniej przerwie ligi stanowej.
| Sezon | Klub          | Kraj     | Rozgrywki                     | Mecze | Bramki |
| ----- | ------------- | -------- | ----------------------------- | ----- | ------ |
| 2010  | Fluminense FC | Brazylia | Campeonato Brasileiro Série A | 0     | 0      |
| 2011  | Fluminense FC | Brazylia | Campeonato Brasileiro Série A | 8     | 1      |
| 2012  | Fluminense FC | Brazylia | Campeonato Brasileiro Série A |       |        |